# Mycogloea tahitiensis
Mycogloea tahitiensis är en svampart som beskrevs av Lindsay Shepherd Olive 1958. Mycogloea tahitiensis ingår i släktet Mycogloea, ordningen Agaricostilbales, klassen Agaricostilbomycetes, divisionen basidiesvampar och riket svampar.   Inga underarter finns listade i Catalogue of Life.